# Клуб юных лётчиков имени Ф. А. Цандера
Клуб юных лётчиков (КЮЛ) имени Ф. А. Цандера- подростково-молодёжный клуб, учебно-производственный комбинат при Латвийском Управлении Гражданской Авиации (ЛаУГА) по работе с подростками и молодёжью.

## История
КЮЛ имени Ф. А. Цандера был создан в 1965 году, а первый выпуск состоялся в 1969 году. После открытия нынешнего аэропорта «Рига» клуб находился на его территории, в здании учебно-тренировочного центра (УТЦ) ЛаУГА.
Главным организатором занятий и поставщиком необходимого оборудования: самолётов, вертолётов, тренажёров и другого оборудования был бортинженер самолёта Ту-154 Виктор Петрович Талпа.

Курсанты клуба во время занятий на самолете Миг-21 под руководством начальника КЮЛ В.П.Талпа в августе 1985 года.

Главной задачей клуба являлась подготовка молодёжи к работе в авиации. Курсанты клуба с восьмого по 10-й класс изучали введения в теоретические авиационные дисциплины: аэродинамику, технику пилотирования, самолётовождение, конструкцию летательных аппаратов, историю авиации, основы права, парашютную подготовку и многие другие дисциплины, а также получали физическую и строевую подготовку. Теоретические занятия чередовались с практическими в спортзале и на комплексных тренажёрах самолётов Ан-2, Ан-24Б, Ту-134Б (в том числе и под руководством мировой рекордсменки, героя Труда Любови Улановой), Ту-154Б. В период школьных летних каникул курсанты проходили производственную практику в службах ЛаУГА в аэропорту Рига — таких, как служба организации перевозок (СОП), цех оперативного обслуживания самолётов (ЦОС), цех трудоемких регламентов (ЦТР) авиационно-технической базы (АТБ), а также прыгали с парашютом в рижском аэроклубе ДОСААФ СССР.

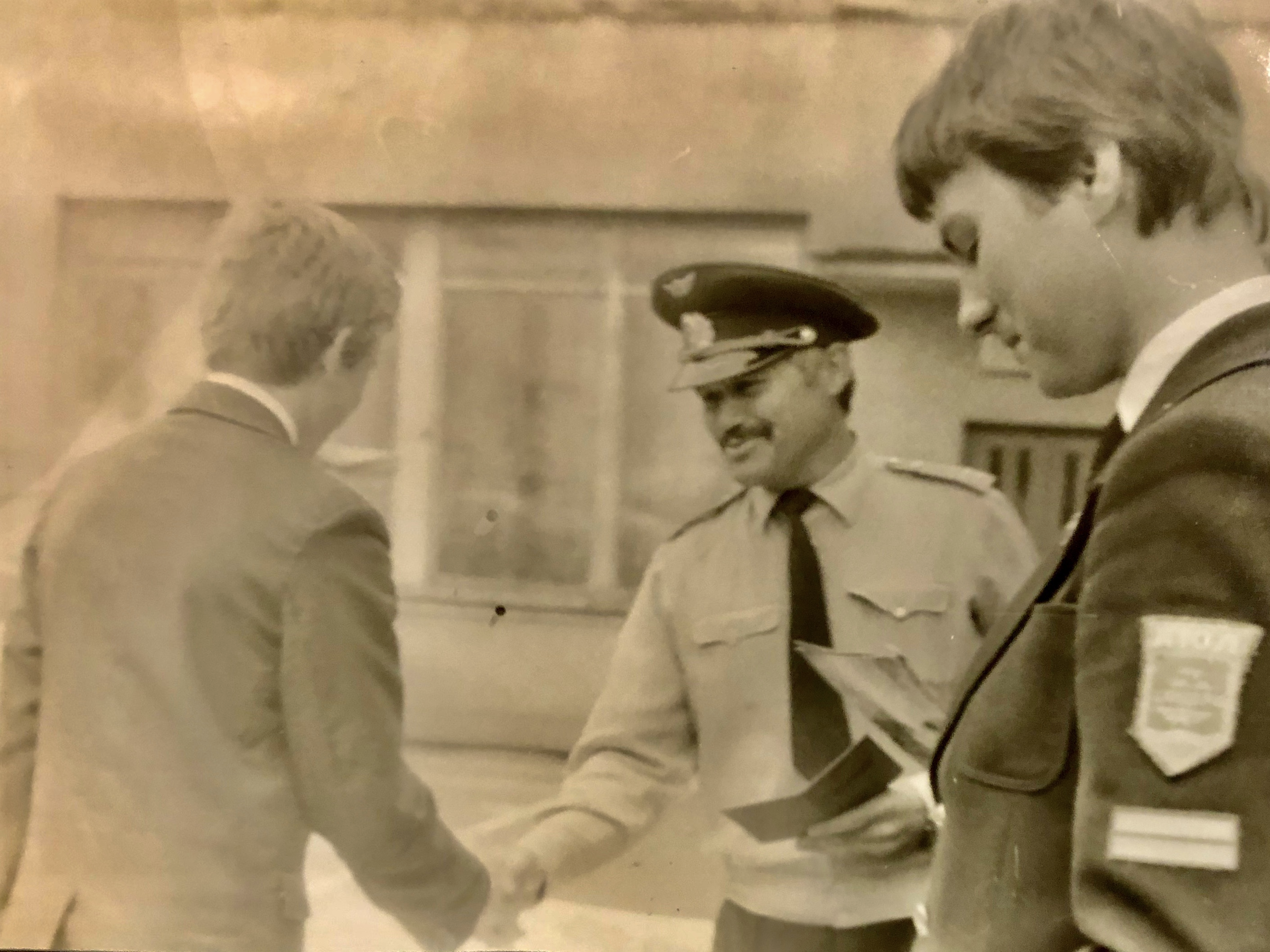
Торжественная выдача свидетельств об окончании клуба в 1986 году. Выдачу свидетельства очередному выпускнику выполняет бессменный директор клуба, бортинженер самолета Ту-154Б, В. П. Талпа.

Кабина личного самолета Л. И. Брежнева (Ту-104А, р/н СССР-42328) в рижском музее Клуба Юных Летчиков имени Ф. А. Цандера.

За каждой эскадрильей курсантов был закреплен определённый летательный аппарат, переданный в КЮЛ как экспонат. В силу своих возможностей, при поддержки специалистов аэропорта, курсанты старались содержать вверенный им под опеку самолёт или вертолёт в отличном состоянии.
Впоследствии, благодаря укреплению связей с военными, количество клубной авиатехники значительно увеличилось и пополнилось достаточно редкими образцами военных самолётов и вертолётов; были образованы филиалы клуба в Лиепае и Вентспилсе.
По состоянию на 1991 год, на учебном аэродроме клуба была сформирована хорошая материально-техническая база со вспомогательной автотехникой, продолжался выпуск младших авиаспециалистов для ГА и ВВС, выпускникам КЮЛ предоставлялось преимущество при поступлении в авиационные ВУЗы и технические училища, да и общий уровень их образования и подготовки был достаточно высок, так как курсанты зачислялись в клуб на конкурсной основе, проходя тем самым профессиональный отбор в авиационную отрасль.
По окончании клуба выпускникам выдавалось свидетельство установленного образца и согласно приказу Министра гражданской авиации СССР № 550 от 5.09.1969 присваивалась квалификация «Моторист 2 разряда по эксплуатации самолёта Ан-2».
За 30 лет существования клуба не одна сотня ребят более тесно познакомилась с авиацией. Многие из них связали свою жизнь с авиацией и космонавтикой, пополнив ряды авиаторов многих государств республик бывшего СССР.
На площадке территории клуба были установлены вертолёт Ка-26 и самолёты Ан-14, Миг-21.
После распада Советского Союза Виктор Петрович Талпа сумел сохранить экспонаты, приумножить экспозицию и создать Рижский музей авиации. Очередным экспонатом стал списанный «Аэрофлотом» самолёт Ту-134А, который прибыл в музей своим ходом, за символическую плату, и совершил аварийную посадку с отказом основной гидросистемы выпуска шасси. Перед этим сотрудники «Аэрофлота» совместно с разработчиками и специалистами ГосНИИ ГА провели работу по оценке технического состояния воздушного судна, получению разрешения к подготовке самолёта к перелёту по маршруту «Москва—Рига» силами лётчиков-испытателей Государственного научно-исследовательского института гражданской авиации под командованием героя России Рубена Есаяна.

## В искусстве

### Документальные фильмы
- «ОНИ ГОТОВЯТСЯ СТАТЬ АВИАТОРАМИ» // Документальный фильм о К.Ю.Л. имени Ф.А.Цандера, снятый по заказу Министерства Гражданской авиации СССР киностудией «Центрнаучфильм» в 1987 году, и опубликованный в киножурнале «На воздушных трассах». Смотреть с 7 минуты 02 секунды.

- «С неба на землю. История музея авиации» // Документальный фильм о К.Ю.Л. имени Ф.А.Цандера и его музее, снятый телеканалом "Настоящее Время" в программе «Балтия» в 2021 году. Информация о клубе представлена с 6 минуты 18 секунды.